# Upper Town
Upper Town è una comunità non incorporata nella Contea di Mono in California. Si trova a 10 miglia a nordest di Bridgeport ad un'altezza di 8061 piedi, pari a 2457 m.